# 23 a.C.
23 a.C. foi um ano comum do século I a.C. que durou 365 dias. De acordo com o Calendário Juliano, o ano teve início e terminou a uma sexta-feira. a sua letra dominical foi C.
| Ano completo                       |
| ---------------------------------- |
| Ano comum com início à sexta-feira |

## Eventos
- Augusto renuncia com cônsul romano, em seu lugar é eleito Lúcio Séstio Albiniano Quirinal.[1]
- O outro cônsul, Aulo Terêncio Varrão Murena, é condenado enquanto ocupava o cargo, em seu lugar é eleito Cneu Calpúrnio Pisão.[1]
- Élio Galo retorna de sua expedição na Arábia contra os nabateus e volta para Alexandria. Ele perdeu apenas sete homens na guerra, mas quase todos seus homens morreram por fome, fadiga, doenças e as dificuldades do caminho.[2]

## Mortes
- Marco Marcelo, sobrinho e genro do imperador Augusto. Ele era filho de Otávia e foi casado com Júlia.[2]